# Рингераја (филм)
Рингераја је српски филм снимљен 2002. године. Филм режирао Ђорђе Милосављевић, који је написао и сценарио.